# Buštranje, Bujanovac
Buštranje (izvirno srbsko Буштрање) je naselje v Srbiji, ki upravno spada pod Občino Bujanovac; slednja pa je del Pčinjskega upravnega okraja.

## Demografija
V naselju, katerega izvirno (srbsko-cirilično) ime je Буштрање, živi 67 polnoletnih prebivalcev, pri čemer je njihova povprečna starost 48,4 let (49,0 pri moških in 47,7 pri ženskah). Naselje ima 28 gospodinjstev, pri čemer je povprečno število članov na gospodinjstvo 2,86.
To naselje je popolnoma srbsko (glede na rezultate popisa iz leta 2002).
|  |

| Demografija | Demografija     | Demografija     |
| Leto        | Št. prebivalcev | Št. prebivalcev |
| ----------- | --------------- | --------------- |
|             |                 |                 |
|             |                 |                 |
|             |                 |                 |
|             |                 |                 |
| 1948        | 200             |                 |
| 1953        | 191             |                 |
| 1961        | 196             |                 |
| 1971        | 182             |                 |
| 1981        | 142             |                 |
| 1991        | 111             | 110             |
| 2002        | 81              | 80              |
|             |                 |                 |

| Etnična sestava po popisu iz leta 2002 | Etnična sestava po popisu iz leta 2002 | Etnična sestava po popisu iz leta 2002 | Etnična sestava po popisu iz leta 2002 | Etnična sestava po popisu iz leta 2002 |
| -------------------------------------- | -------------------------------------- | -------------------------------------- | -------------------------------------- | -------------------------------------- |
| Srbi                                   | Srbi                                   |                                        | 80                                     | 100,0%                                 |
| Neznano                                | Neznano                                |                                        | 0                                      | 0,0%                                   |